# Parmain
Parmain è un comune francese di 5 589 abitanti situato nel dipartimento della Val-d'Oise nella regione dell'Île-de-France.

## Storia
La stemma comunale deriva dal sigillo del cavaliere Jean de Parmin, apposto su un atto di donazione del 1228.

## Società

### Evoluzione demografica
Abitanti censiti